# ZB vz. 37
La ZB vz. 37 o ZB-53 era una ametralladora media checoslovaca. Un arma versátil, fue empleada tanto como arma de apoyo y montada a bordo de tanques y otros vehículos blindados, así como en posiciones fijas dentro de las fortificaciones fronterizas checoslovacas. 
Adoptada antes de la Segunda Guerra Mundial por los ejércitos de Checoslovaquia (con la denominación TK vz. 37) y Rumania, también fue fabricada bajo licencia en el Reino Unido como ametralladora Besa. Tras los Acuerdos de Múnich, las tropas alemanas capturaron grandes cantidades de esta arma y la emplearon durante la guerra con la denominación MG 37(t).

## Historia
La ZB vz. 37 fue diseñada por los ingenieros Václav Holek y Miroslav Rolčík de la fábrica Zbrojovka Brno como un reemplazo para la Schwarzlose de la Primera Guerra Mundial. Basada en la anterior ametralladora ZB vz. 35, el prototipo fue probado en 1936 y al año siguiente el Ejército checoslovaco adoptó la nueva ametralladora con la designación TK vz. 37 ("TK" es "těžký kulomet", Ametralladora pesada; "vz" es "vzor", Modelo). Fue introducida como la ametralladora estándar de los tanques checoslovacos LT vz.35 y LT-38. Checoslovaquia exportó esta ametralladora a Rumania, Yugoslavia, Argentina, Afganistán, Irán y China (apenas 850 unidades empleadas durante la segunda guerra sino-japonesa), mientras que el Reino Unido compró una licencia y empezó a producir su propia versión, la ametralladora Besa (más de 60.000 unidades). Los británicos la adoptaron como armamento para sus vehículos blindados. Durante la ocupación alemana de Checoslovaquia, la fábrica produjo grandes cantidades de esta ametralladora para el Waffen-SS hasta 1942.
Las fábricas Zbrojovka Brno y luego Zbrojovka Vsetín produjeron la ametralladora en grandes cantidades hasta la década de 1950.

## Descripción
Era una ametralladora alimentada mediante cinta y enfriada por aire que sirvió tanto para apoyo de la infantería, como armamento de vehículos blindados. La ametralladora era suministrada en tres variantes: ametralladora de Infantería (sobre trípode pesado), ametralladora pesada de búnker (con cañón pesado marcado con "O") y para vehículos blindados (cañón marcado con "ÚV"). Fue diseñada para disparar continuamente por 5 minutos, tras los cuales se debía cambiar el cañón debido al desgaste. Aun siendo un arma moderna, era proclive a bloquearse debido al complejo mecanismo selector de cadencia.

## Usuarios
- Afganistán[2]
- Alemania nazi: Empleó ametralladoras capturadas.
- Argentina
- Bangladés: Fue empleada por las fuerzas del Mukti Bahini durante la guerra de liberación de Bangladés.[3]
- Bolivia
- Biafra: Al menos 20 fueron vendidas a Biafra en 1967.[4]
- Checoslovaquia[5]
- Chile
- Cuba[6][7]
- España[8]
- Irán[5]
- Israel[9]
- Namibia: Fue empleada por el Ejército Popular de Liberación de Namibia.[10]
- Panamá: Fue empleada por las desaparecidas Fuerzas de Defensa de Panamá, principalmente montada a bordo de jeeps.[11]
- Perú: De calibre 7,65 mm e instalada como ametralladora coaxial en los tanques ligeros 38/39M (Praga LTP), en servicio peruano.[12]
- Reino Unido: Ametralladora Besa[5]
- República de China[5]
- Rumania:[5] Compró 5.500 ametralladoras a mediados de 1943.[13]
- Venezuela
- Yugoslavia[5]